# Bend Over and Pray the Lord
Bend Over and Pray the Lord je prvi album finske hard rok grupe Lordi, koji je snimljen 1997. godine. Ari Tiainen, vlasnik produkcijske kuće uz pomoć koje su snimili album, prvobitno je planirao da objavi album. Međutim, kuća nije imala dovoljno resursa kako bi započela prodaju. Tiainen je predložio Lorde produkcijskoj kući „Kimmo Hirvonen Records“ koja je bila u vlasništvu „Anaconda Records“-a. Album nikada nije objavljen iz razloga što je „Anaconda Records“ bankrotirala malo pre nego što je album trebalo da bude objavljen. Lordi nikada nisu svirali uživo sa prvobitnom postavom, iako im je bilo obećano da će 1999. objaviti album i imati prvi nastup povodom toga. Konačno, 15 godina kasnije, album je objavljen. Objavljen je na kompilacijskom albumu „Scarchives Vol. 1“ koji je objavljen 3. septembra 2012. godine. Album sadrži i obradu pesme grupe Kis, „Almost Human“ i pesmu „Idol“, koja govori o Mr. Lordijevom idolu Džiniju Simonsu, basisti grupe Kis.

## Spisak pesama
1. „Playing the Devil (Bend Over and Pray the Lord)“ - 4:10
2. „Cyberundertaker“ - 4:35
3. „Steamroller“ - 4:42
4. „Almost Human“ (obrada grupe Kis) - 3:14
5. „Idol“ - 5:12
6. „Paint in Blood“ - 3:48
7. „Death Suits You Fine“ - 3:55
8. „I Am the Leviathan“ - 3:26
9. „Take Me to Your Leader“ - 4:25
10. „Monstermotorhellmachine“ - 5:13
11. „The Dead Are the Family“ - 3:35
12. „White Lightning Moonshine“ - 5:07
13. „With Love and Sledgehammer“ - 3:59
14. „Get Heavy“ (bonus pesma) - 3:00

## Članovi benda
- Mr. Lordi - Vokal
- Amen - Gitara, Prateći vokal
- G-Stealer - Bas gitara
- Enary - Klavijature